# Olivia Hime
Maria Olivia Leuenroth Hime (Rio de Janeiro, 25 de juny de 1943) és una cantant, lletrista, compositora i productora brasilera.
Olivia és filla de Cícero Leuenroth i neta d' Eugênio Leuenroth, tots dos pioners publicistes al Brasil. També és familiar seu l'activista anarquista Edgard Leuenroth.
Des de 1969 està casada amb el pianista i compositor Francis Hime, i té tres filles -Maria, Joana i Luiza- i tres netes.

## Carrera professional
A l'inici de la seva carrera s'incorporà, amb Miúcha i Telma Costa, a un grup vocal que actuava en espectacles de Vinícius de Moraes i Tom Jobim.
El 1977 va produir l'LP Passaredo, de Francis Hime. Aleshores va començar a participar en els discos i espectacles del compositor i a compondre ella també. El 1981 va gravar el seu primer LP, «Olívia Hime», produït per Dori Caymmi. I l'any següent «Segredo do meu Coração», també produït per Dori Caymmi i Francis Hime.
L'any 2000 va fundar, amb Kati de Almeida Braga, el segell discogràfic Biscoito Fino, del qual és copropietària i directora artística.
Entre els seus treballs com a productora musical destaca el CD A Música em Pessoa, de 1985 (cinquantè aniversari de la mort de Fernando Pessoa), que va produir amb Elisa Byington i en el qual també participa com a intèrpret. El disc inclou 15 poemes dels quatre heterònims més famosos del poeta i d'altres signats com a Fernando Pessoa, musicats per diferents compositors brasilers: Tom Jobim, Francis Hime, Olivia Byington, Edu Lobo, Milton Nascimento, Sueli Costa o Nando Carneiro, entre d'altres.
L'any 1986, centenari del naixement de Manuel Bandeira, Olívia Hime va produir el CD Estrela da Vida Inteira, amb poemes de Bandeira musicats per Jobim, Dorival Caymmi, Gilberto Gil, Milton Nascimento, Toninho Horta o Radamés Gnatalli.
El CD Palavras de Guerra, de 2007, reuneix obres del cineasta Ruy Guerra com a lletrista, autor de les cançons "Tatuagem", "Fortaleza", "Bárbara" (escrita amb Chico Buarque), "Entrudo", "Jogo de roda" (amb música d'Edu Lobo) i "Esse mundo é meu" (amb música de Sergio Ricardo), entre d'altres.
El 2005, la cançó «Canção Transparente», composta per Olivia Hime i el seu marit, el pianista i compositor Francis Hime, va ser nominada al Grammy Llatí a la Millor Cançó Brasilera.

## Discografia
| - Brasileiras Canções, Joyce Moreno (2022) - Nenhuma Dor, Gal Costa (2022) - Mary's Mirror (2018) - Rueira, Marina Iris (2018) - Antes do mundo acabar, Zélia Duncan (2015) - Eterna Alegria, Alcione (2013) - Soul Music, amb Francis Hime (2011) - Palavra de Guerra Ao Vivo — CD & DVD (2008) - Palavra de Guerra (2007) | - Canção Transparente (2004) - Mar de Algodão (2002) - Olivia Hime canta Chiquinha Gonzaga — Serenata de Uma Mulher (2002) - Alta Madrugada (1997) - Estrela da Vida Inteira (1987) - O Fio da Meada (1985) - Máscara (1983) - Segredo do meu coração (1982) - Olivia Hime (1981) |